# منتخب البرازيل لكرة القاعدة
منتخب البرازيل الوطني لكرة القاعدة هو ممثل البرازيل الرسمي في المنافسات الدولية في كرة القاعدة .